# 1502 Arenda
1502 Arenda eller 1938 WB är en asteroid i huvudbältet, som upptäcktes 17 november 1938 av den tyske astronomen Karl Wilhelm Reinmuth i Heidelberg. Den har fått sitt namn efter den belgiska astronomen Sylvain Arend.
Asteroiden har en diameter på ungefär 35 kilometer.